# Ipoh

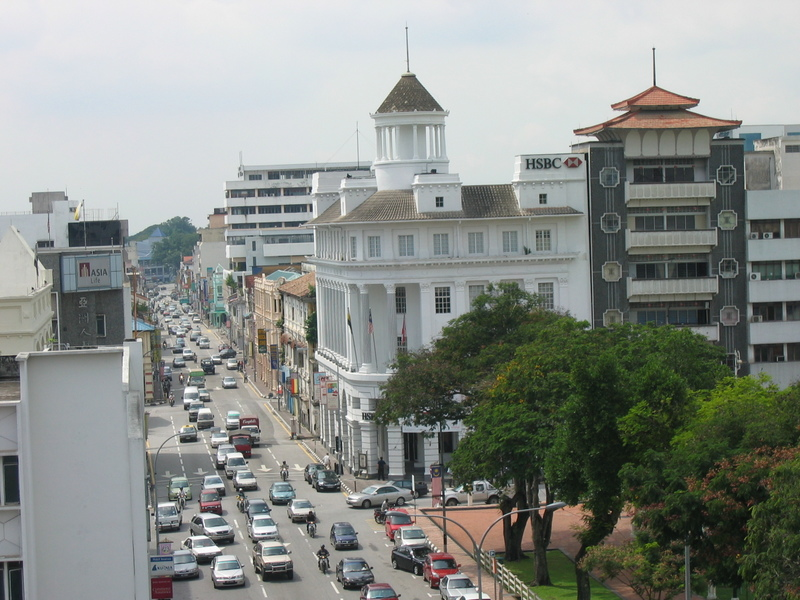
Carrer d'Ipoh.

Ipoh és una ciutat de Malàisia, capital de l'estat de Perak, situada a la zona septentrional de la Malàisia peninsular. Té una població de 737.861 habitants. Va ser fundada al voltant del 1880. La majoria dels habitants d'Ipoh parlen l'idioma cantonès com a llengua materna.

## Grups ètnics
Segons el cens de 2010 els principals grups ètnics eren:
| Grups ètnics d'Ipoh, 2010 | Grups ètnics d'Ipoh, 2010 | Grups ètnics d'Ipoh, 2010 |
| Etnicitat                 | Població                  | Percentatge               |
| ------------------------- | ------------------------- | ------------------------- |
| Xinesos                   | 290,165                   | 44.11%                    |
| Bumiputera                | 253,592                   | 38.55%                    |
| Hindús                    | 92,587                    | 14.07%                    |
| Altres                    | 1,559                     | 0.2%                      |
| No malais                 | 19,989                    | 3.04%                     |

## Fills il·lustres
- Michelle Yeoh, actriu de cinema.
- Chong Yee-Voon, escriptora